# 톤즈
톤즈(영어: Tonj 톤지[*])는 남수단 북서부에 위치한 도시로 톤즈 주의 주도(행정 구역 개편 이전에는 와랍 주에 속했음)이며 인구는 17,349명(2010년 기준), 높이는 427m이다.
남수단의 주도인 주바에서 북서쪽으로 약 525km 정도 떨어진 곳에 위치한다. 대한민국의 로마 가톨릭교회 사제 겸 의사인 이태석이 의료 봉사 활동과 교육 활동을 겸한 구호 운동을 펼친 곳으로 알려져 있다.

## 같이 보기
- 와랍주
- 바르알가잘 지방